# Públio Cláudio Pulcro (cônsul em 249 a.C.)
Públio Cláudio Pulcro (m. 247 a.C.?; em latim: Publius Claudius Pulcher) foi um político da gente Cláudia da República Romana eleito cônsul em 249 a.C. com Lúcio Júnio Pulo. Era filho de Ápio Cláudio Cáudice, cônsul em 264 a.C., e pai de Ápio Cláudio Pulcro, cônsul em 212 a.C.. Foi o primeiro membro de sua gente a portar o agnome "Pulcher" ("belo").

## Consulado (249 a.C.)

Teatro de operações da Primeira Guerra Púnica entre 250 e 249 a.C..
Território siracusano
Território cartaginês
Territórios romanos
1. A caminho de Lilibeu, os romanos tomam Heracleia Minoa e Selinunte (250 a. C.).
2. Ataque naval romano a Lilibeu abortado (250 a. C.).
3. Depois da derrota em Lilibeu, os romanos cercam Érice (250 a. C.).
4. Derrota naval romana em Drépano (249 a. C.).

Depois de ser edil em 253 a.C., foi eleito cônsul com Lúcio Júnio Pulo em 249 a.C., o décimo-sexto ano da Primeira Guerra Púnica. Durante seu mandato, Cláudio recebeu o comando da frota romana que estava bloqueando Lilibeu. Apesar dos auspícios desfavoráveis («Quando as galinhas sagradas haviam revelado um auspício desfavorável recusando-se a comer, ele as atirou no mar gritando "Então bebam!"»), Cláudio decidiu atacar e a frota romana foi derrotada pelos cartagineses na Batalha de Drépano, com a perda de quase toda a frota.
Cláudio foi convocado a Roma e obrigado a nomear um ditador. Ele escolheu Marco Cláudio Glícia, filho de um liberto, mas a nomeação foi imediatamente suspensa. Ele foi acusado depois de alta traição e, segundo Políbio e Cícero, severamente punido. Segundo outras fontes, sua condenação foi suspensa por causa de uma tempestade e a pena acabou transformando-se numa multa.
Humilhado, Cláudio não sobreviveu muito tempo depois de sua desgraça. Ele morreu antes de 246 a.C., provavelmente por suicídio.